# Keramischer Infrarotstrahler
Keramische Infrarotstrahler sind Geräte mit keramischer Oberfläche, die elektromagnetische Strahlung im für den Menschen unsichtbaren, infraroten Spektralbereich (Wärmestrahlung) aussenden. Derartige Geräte sind technische Strahlungsquellen; im Gegensatz zu natürlichen IR-Strahlungsquellen, wie der Sonne oder Feuer. Im gegenständlichen Artikel geht es um die Anwendung von Infrarotstrahlung in der Heiztechnik. Für andere Anwendungen siehe Infrarotstrahlung.

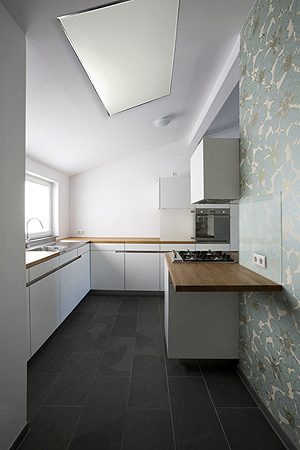
In der Decke eingebauter Infrarotstrahler

## Aufbau
Der keramische Infrarotstrahler besteht aus einem elektrischen Widerstandsheizleiter, der in geeignetes keramisches Material vollständig eingebettet ist und eine keramische Oberfläche aufweist. Durch die Einbettung wird die vom Heizleiter erzeugte Energie auf das umgebende Material übertragen. Dies schützt den Heizleiter vor Überhitzung und ermöglicht die Verlängerung seiner Lebensdauer. Der Werkstoff, der zur Einbettung des Heizleiters verwendet wird, ist elektrisch nichtleitend und sollte über gute Emissionseigenschaften im gewünschten IR-Wellenlängenbereich verfügen. Unter Berücksichtigung dieser Kriterien sind keramische IR-Strahler in unterschiedlichen Geometrien herstellbar.
Keramische Infrarotstrahler sind demnach Körper, bei denen ein Teil der Oberfläche keramisch ausgeführt ist und daher besonders gut als Strahlungsfläche genutzt wird. Bei keramischen IR-Strahlern besteht darüber hinaus die Möglichkeit, ein Thermoelement in unmittelbarer Nähe des Heizleiters ortsfest zu positionieren.
In einer speziellen Ausführung ist der Heizleiter unmittelbar in die Keramik eingebettet, aus der auch die Oberfläche besteht. Erfinder dieses keramischen Infrarotstrahlers ist das Elstein-Werk. Für das Grundmodell des keramischen Einschraubstrahlers wurde das Patent am 24. März 1949 erteilt (noch heute manchmal Elstein-Strahler genannt). Parallel dazu erfolgte die Entwicklung von flächigen keramischen IR-Strahlern, mittels derer der Aufbau von großflächigen IR-Heizflächen möglich wurde. Das Patent für flächige keramische IR-Strahler wurde dem Elstein-Werk am 8. März 1950 erteilt. Bei anderen Verfahren werden die Heizleiter so eingebettet, dass die Wärmeleitung zur Rückseite möglichst gering ist.

## Anwendungen als Heizelement
Die hier behandelten IR-Strahler sind technische Bauteile oder Geräte, die aufgrund ihrer Bauart dazu bestimmt sind, einen möglichst großen Anteil der in sie eingespeisten Energie (elektrischer Strom, Gas) in Wärme umzuwandeln und diese überwiegend über eine Strahlungsfläche in Form von IR-Wärmestrahlung abzugeben; dies im Gegensatz zu Konvektionsheizgeräten, bei denen die vorbeiströmende Luft erwärmt wird, die die Wärme dann in die Umgebung transportiert.
Unabhängig von der Bauart des IR-Strahlers wird immer das Ziel verfolgt, die vom IR-Strahler emittierte und sich unabhängig von einem Transportmedium wellenförmig ausbreitende Wärmestrahlung dem Erwärmungsgut möglichst verlustfrei zuzuführen. Dabei ist zu beachten, dass der IR-Strahler – in Abhängigkeit von seiner technischen Auslegung – seine Strahlung in einem bestimmten Wellenlängenbereich emittiert (Spektralbereich). Der emittierte Spektralbereich ist durch das Plancksche Strahlungsgesetz beschrieben. Dieser weist immer eine Wellenlänge mit dem Strahlungsmaximum auf, welche gemäß Wienschem Verschiebungsgesetz indirekt proportional von der Temperatur abhängig ist. Bei der Anwendung als IR-Heizung im Wohnbereich beträgt die Oberflächentemperatur 40 bis 80 °C, bei Wärmekabinen und im industriellen Bereich einige hundert Grad Celsius. Davon abhängig ergibt sich das Strahlungsleistungsmaximum bei 2 bis 9 µm.

## Auswirkungen auf den angestrahlten Körper
Wegen des unterschiedlichen atomaren Aufbaus von Erwärmungsgütern unterscheiden sich diese hinsichtlich des Spektralbereichs, innerhalb dessen sie die emittierte Strahlung am besten aufnehmen können. Strahlungsanteile, die sie materialbedingt nicht aufnehmen können, werden durch das Material hindurchgeleitet oder von diesem reflektiert.
Die Aufnahme der IR-Strahlung durch das Erwärmungsgut wird als Absorption bezeichnet. Der Absorptionsprozess am Erwärmungsgut ist demnach immer auch (anteilig) ein Prozess, der von Reflexion und Transmission der IR-Strahlung begleitet wird.
Der Mensch als Erwärmungsgut empfindet strahlende Wärme als äußerst angenehm, vor allem wenn sie von vorne, von der Seite oder schräg von oben kommt.
Für die Anwendung in Infrarot-Kabinen sind hohe Temperaturen auf kleiner Fläche und sichtbare Strahlung erwünscht.
In Privatwohnungen können Heizpaneele durchaus größer sein, müssen aber unauffällig sein. Die Oberflächentemperatur muss so niedrig sein, dass die Berührung keinerlei Verbrennungen verursacht. Gegenüber Wandheizungen haben keramische Infrarotstrahler die Vorteile geringerer Verluste in die Mauern und des Entfalls von Installationsarbeiten. Auch sind die Heizpaneele schneller aufgeheizt und eignen sich daher besonders bei nicht ständig benötigter Wärmewirkung, beispielsweise in Bädern. Durch den höheren Strahlungsanteil gegenüber einer auf Luftkonvektion beruhenden Heizung wird für gleiches Wohlbefinden weniger Heizenergie benötigt. Gegenüber Kachelöfen ist bei vergleichbarem Wohnkomfort die Anschaffung wesentlich billiger und keine Bedienung erforderlich, die lange Lebensdauer ist hingegen vergleichbar.